# Универзитет Сиракјус
Универзитет Сиракјус (енгл. Syracuse University) је приватни универзитет у Сиракјусу. Основан је 1870. као методистички универзитет, док је 1920. секуларизован.